# Hypothèse du glutamate dans la schizophrénie
 (avril 2024).
La mise en forme du texte ne suit pas les recommandations de Wikipédia : il faut le « wikifier ».
Les points d'amélioration suivants sont les cas les plus fréquents. Le détail des points à revoir est peut-être précisé sur la page de discussion.
- Les titres sont pré-formatés par le logiciel. Ils ne sont ni en capitales, ni en gras.
- Le texte ne doit pas être écrit en capitales (les noms de famille non plus), ni en gras, ni en italique, ni en « petit »…
- Le gras n'est utilisé que pour surligner le titre de l'article dans l'introduction, une seule fois.
- L'italique est rarement utilisé : mots en langue étrangère, titres d'œuvres, noms de bateaux, etc.
- Les citations ne sont pas en italique mais en corps de texte normal. Elles sont entourées par des guillemets français : « et ».
- Les listes à puces sont à éviter, des paragraphes rédigés étant largement préférés. Les tableaux sont à réserver à la présentation de données structurées (résultats, etc.).
- Les appels de note de bas de page (petits chiffres en exposant, introduits par l'outil «  Source ») sont à placer entre la fin de phrase et le point final[comme ça].
- Les liens internes (vers d'autres articles de Wikipédia) sont à choisir avec parcimonie. Créez des liens vers des articles approfondissant le sujet. Les termes génériques sans rapport avec le sujet sont à éviter, ainsi que les répétitions de liens vers un même terme.
- Les liens externes sont à placer uniquement dans une section « Liens externes », à la fin de l'article. Ces liens sont à choisir avec parcimonie suivant les règles définies. Si un lien sert de source à l'article, son insertion dans le texte est à faire par les notes de bas de page.
- La présentation des références doit suivre les conventions bibliographiques. Il est recommandé d'utiliser les modèles {{Ouvrage}}, {{Chapitre}}, {{Article}}, {{Lien web}} et/ou {{Bibliographie}}. Le mode d'édition visuel peut mettre en forme automatiquement les références.
- Insérer une infobox (cadre d'informations à droite) n'est pas obligatoire pour parachever la mise en page.

Pour une aide détaillée, merci de consulter Aide:Wikification.
Si vous pensez que ces points ont été résolus, vous pouvez retirer ce bandeau et améliorer la mise en forme d'un autre article.
L' hypothèse du glutamate dans la schizophrénie est une modélisation du sous-ensemble des mécanismes pathologiques de la schizophrénie liés à la signalisation glutamatergique. L'hypothèse était initialement basée sur un ensemble de découvertes cliniques, neuropathologiques et, plus tard, génétiques pointant vers un hypofonctionnement de la signalisation glutamatergique via les récepteurs NMDA. Bien que considéré comme étant plus proche des causes profondes de la schizophrénie, cela ne rejette pas l'hypothèse de la dopamine, et les deux pourraient finalement être réunies par des modèles basés sur des circuits. Le développement de l'hypothèse a permis d'intégrer les anomalies GABAergiques et oscillatoires dans le modèle de maladie convergente et a permis de découvrir les causes de certaines perturbations.
Comme l’hypothèse de la dopamine, le développement de l’hypothèse du glutamate s’est développé à partir des effets observés de drogues psychotropes. Cependant, là où les agonistes dopaminergiques peuvent imiter des symptômes positifs avec des risques significatifs pour les structures cérébrales pendant et après leur utilisation, les antagonistes du NMDA imitent certains symptômes positifs et négatifs avec moins de dommages cérébraux, lorsqu'ils sont associés à un médicament activateur du GABAA[Information douteuse]. Il est probable que des anomalies dopaminergiques et glutaminergiques soient impliquées dans la schizophrénie, dues à une profonde altération de la fonction des synapses chimiques, ainsi qu'à des irrégularités synaptiques électriques. Ceux-ci font partie de la constellation complexe de facteurs neurochimiques, psychologiques, psychosociaux et structurels qui entraînent la schizophrénie.

## Rôle de la formation d'hétérodimères
La modification de l'expression, de la distribution, de l'autorégulation et de la prévalence d'hétérodimères spécifiques du glutamate modifie les niveaux relatifs de protéines G appariées par rapport au récepteur du glutamate formant des hétérodimères en question.
À savoir : 5HT2A et mGlu2 forment un dimère qui médie les effets psychotomimétiques et enthéogènes des psychédéliques ; ce récepteur présente donc un intérêt dans la schizophrénie. Les agonistes de l'un ou l'autre des récepteurs constitutifs peuvent moduler l'autre récepteur de manière allostérique ; Par exemple, la signalisation dépendante du glutamate via mGlu2 peut moduler l'activité 5HT2A-ergique. L'équilibre entre mGlu2/5HT2A est modifié contre la tendance à la psychose par les antagonistes neuroleptiques 5HT2A et les agonistes de mGlu2 ; les deux présentent une activité antipsychotique. L'AMPA, le récepteur le plus largement distribué dans le cerveau, est un récepteur ionotrope tétramère ; des altérations de l'équilibre entre les sous-unités constitutives sont observées lors de l'administration d'un antagoniste (antipsychotique) mGlu2/5HT2A - GluR2 semble être régulé positivement dans le PFC tandis que GluR1 se régule négativement en réponse à l'administration d'antipsychotiques.
Les anomalies de Reelin peuvent également être impliquées dans la pathogenèse de la schizophrénie via un mécanisme dépendant du glutamate. Des déficits d'expression de la reelin sont observés dans la schizophrénie, et la reelin améliore l'expression de l'AMPA et du NMDA. Ainsi, les déficits de ces deux récepteurs ionotropes du glutamate peuvent être partiellement expliqués par des cascades de reelin altérées. Les déficits en neuréguline 1 peuvent également être impliqués dans l'hypofonctionnement glutaminergique, car l'hypofonctionnement de NRG1 conduit à un comportement de type schizophrénique chez la souris ; probablement dû en partie à la réduction de la signalisation NMDA via la suppression de Src.

## Rôle de l’élagage synaptique
Divers facteurs neurotrophiques dérégulent dans la schizophrénie et d'autres maladies mentales, notamment le BDNF ; dont l'expression est diminuée dans la schizophrénie ainsi que dans la dépression majeure et le trouble bipolaire,. Le BDNF régule selon un mécanisme dépendant de l'AMPA - L'AMPA et le BDNF sont des médiateurs essentiels à la survie des cônes de croissance. Le NGF, une autre neurotrophine impliquée dans le maintien de la plasticité synaptique, est également observé en déficit
L'excès dopaminergique, classiquement considéré comme entraînant la schizophrénie, exerce une charge oxydative sur les neurones ; conduisant à une réponse inflammatoire et à l’activation des microglies. De même, l’infection par la toxoplasmose du SNC (positivement corrélée à la schizophrénie) active des cascades inflammatoires, conduisant également à l’activation des microglions. La minocycline, un inhibiteur de la lipoxygénase-5, s'est révélée peu efficace pour arrêter la progression de la schizophrénie. On observe que l'une des cibles transcriptionnelles en aval de ces cascades inflammatoires, NF-κB, a une expression altérée dans la schizophrénie.
De plus, CB2 est l'un des récepteurs exprimés par les cellules gliales les plus largement distribués, la régulation négative de ce récepteur inhibiteur peut augmenter l'activité d'élagage synaptique globale. Bien qu'une différence d'expression ou de distribution soit observée[réf. nécessaire], lorsque le récepteur CB2 est inactivé chez la souris, des comportements schizophréniformes se manifestent. Cela peut déréguler les processus d'élagage synaptique dans un mécanisme de tachyphlaxis dans lequel un excès immédiat d'activité CB2 conduit à la phosphorylation du récepteur via GIRK, entraînant une internalisation dépendante de la b-arrestine et un trafic ultérieur vers le protéasome pour dégradation.

## Rôle des antagonistes endogènes
Des altérations de la production d'antagonistes endogènes du NMDA tels que l'agmatine et l'acide kynurénique ont été mises en évidence dans la schizophrénie,. Le déficit d'activité du NMDA produit des effets psychotomimétiques, bien qu'il reste à voir si le blocage du NMDA via ces agents est causal ou réellement mimétique des schémas résultant d'une perturbation monoaminergique.
L'AMPA, le récepteur le plus largement distribué dans le cerveau, assure la médiation d'une potentialisation à long terme via une modulation dépendante de l'activité de la densité de l'AMPA. Les récepteurs AMPA contenant la sous-unité GluR1 sont perméables au Ca2+ tandis que les récepteurs positifs de la sous-unité GluR2/3 sont presque imperméables aux ions calcium. Dans la voie régulée, les dimères GluR1 peuplent la synapse à un rythme proportionnel à l'afflux de Ca2+ NMDA-ergique. Dans la voie constitutive, les dimères GluR2/3 peuplent la synapse à l'état d'équilibre.
Cela forme une boucle de rétroaction positive, dans laquelle une petite impulsion de déclenchement dissociant le NMDA du blocage des pores de Mg2+ entraîne un afflux de calcium, cet afflux de calcium déclenche ensuite le trafic de sous-unités contenant GluR1 (perméables au Ca2+) vers le PSD, tel le trafic d'AMPA GluR1-positif vers le neurone postsynaptique permet une modulation positive de l'afflux de calcium du neurone postsynaptique en réponse à l'afflux de calcium présynaptique. Une rétroaction négative robuste au NMDA provenant de l'acide kynurénique, du magnésium, du zinc et de l'agmatine empêche une rétroaction incontrôlée.
Une mauvaise régulation de cette voie dérégulerait par sympathie la LTP via une perturbation du NMDA. Une telle altération de la LTP peut jouer un rôle, en particulier dans les symptômes négatifs de la schizophrénie, dans la création de perturbations plus larges telles qu'une perte de volume cérébral ; un effet de la maladie que les antidopaminergiques aggravent plutôt que de traiter.

## Rôle de l'a7 nicotinique
L'anandamide, un endocannabinoïde, est un antagoniste nicotinique A7. Les cigarettes, consommées de manière disproportionnée par les schizophrènes, contiennent de la nornitrosonicotine ; un puissant antagoniste a7. Cela peut indiquer un excès de sept pentamètres comme facteur causal, ou éventuellement comme méthode d'automédication pour lutter contre les effets secondaires des antipsychotiques. Le cannabidiol, un inhibiteur de la FAAH, augmente les niveaux d'anandamide et peut avoir un effet antipsychotique ; bien que les résultats soient mitigés ici, car l'anandamide est également un cannabinoïde et présente en tant que tel un certain effet psychotomimétique. Cependant, les agonistes nicotiniques a7 ont été indiqués comme traitements potentiels de la schizophrénie, bien que les preuves soient quelque peu contradictoires, il semble que le nAChR a7 soit impliqué d'une manière ou d'une autre dans la pathogenèse de la schizophrénie.

## Rôle de la 5-HT
Ce déficit d'activation se traduit également par une diminution de l'activité des récepteurs 5-HT1A dans le noyau du raphé . Cela sert à augmenter les niveaux globaux de sérotonine, car le 5-HT1A sert d'autorécepteur. Le récepteur 5-HT1B, agissant également comme autorécepteur, notamment au sein du striatum, mais aussi de certaines parties des noyaux gris centraux va alors inhiber la libération de sérotonine. Cela désinhibe la libération frontale de dopamine. Le déficit local de 5-HT dans le striatum, les noyaux gris centraux et le cortex préfrontal provoque un déficit de signalisation excitatrice 5-HT6 . Cela pourrait éventuellement être la raison pour laquelle les antipsychotiques aggravent parfois les symptômes négatifs, car les antipsychotiques sont des antagonistes 5HT6. Ce récepteur est principalement GABAergique, en tant que tel, il provoque un excès d'activité glutamatergique, noradrénergique, dopaminergique et cholinergique dans le cortex préfrontal et le striatum. Un excès de signalisation 5-HT7 dans le thalamus crée également une transmission trop excitatrice vers le cortex préfrontal. Combinée à une autre anomalie critique observée chez les personnes atteintes de schizophrénie : le dysfonctionnement du 5-HT2A, cette cascade de signalisation altérée crée des anomalies corticales, donc cognitives. Le 5-HT2A permet un lien entre le cortical, donc conscient, et les noyaux gris centraux, inconscients. Les axones des neurones 5-HT2A de la couche V du cortex cérébral atteignent les noyaux gris centraux, formant une boucle de rétroaction. La signalisation de la couche V du cortex cérébral vers les noyaux gris centraux modifie la signalisation 5-HT2C . Cette boucle de rétroaction avec 5-HT2A/ 5-HT2C permet aux couches externes du cortex d'exercer un certain contrôle sur nos neuropeptides, en particulier les peptides opioïdes, l'ocytocine et la vasopressine . Cette altération de cet axe V de la couche limbique peut créer un changement profond dans la cognition sociale (et parfois dans la cognition dans son ensemble) observé dans la schizophrénie. Cependant, la genèse des altérations réelles est un phénomène beaucoup plus complexe.

## Rôle de la transmission inhibitrice
La boucle cortico-noyaux basaux-thalamo-corticale est la source de l'entrée ordonnée nécessaire à une boucle corticale supérieure de niveau supérieur. Le feedback est contrôlé par le potentiel inhibiteur des cortex via le striatum. Grâce aux efférents 5-HT2A de la couche V du cortex, la transmission passe à travers le striatum jusqu'au globulus pallidus interne et à la substance noire pars compacta. Cet apport central aux noyaux gris centraux est combiné avec l'apport du noyau sous-thalamique. La seule voie principalement dopaminergique dans cette boucle est une connexion réciproque de la substance noire pars reticulata au striatum.
Les médicaments dopaminergiques tels que les agents libérant de la dopamine et les agonistes directs des récepteurs de la dopamine créent des altérations de cette voie principalement GABAergique via une rétroaction dopaminergique accrue de la substance noire pars compacta vers le striatum. Cependant, la dopamine module également d’autres zones corticales, à savoir la VTA ; avec des efférents vers l'amygdale et le locus coeruleus, modulant probablement l'anxiété et les aspects paranoïaques de l'expérience psychotique. En tant que telle, l’hypothèse du glutamate n’est probablement pas une explication des principaux facteurs causals de la psychose positive, mais pourrait plutôt être une explication des symptômes négatifs.
L'hypothèse dopaminergique de la schizophrénie développe la nature des structures latérales anormales trouvées chez une personne présentant un risque élevé de psychose.

## Cascades de signalisation modifiées
Encore une fois, l’apport thalamique de la couche V est un facteur crucial dans la fonctionnalité du cerveau humain. Cela permet aux deux parties de recevoir des informations similaires, et ainsi de percevoir le même monde. Dans la psychose, l’entrée thalamique perd une grande partie de son caractère intégré : des boucles de rétroaction hyperactives submergent la sortie ordonnée[réf. nécessaire]. Cela est dû à une activité excessive de D2 et 5-HT2A. Cette modification de l'entrée vers le haut et le bas du cortex. La cascade de signaux 5-HT modifiée améliore la force de l'entrée thalamique excitatrice de la couche V. Cette anomalie, améliorant la cascade de transmission thalamo-corticale par rapport au contrôle corticostriatal, crée une boucle de rétroaction, entraînant une production anormalement forte des noyaux gris centraux[Information douteuse].
La racine de la psychose (des expériences qui ne peuvent être expliquées, même dans leur propre esprit) se produit lorsque l’entrée des noyaux gris centraux dans la couche V submerge le potentiel inhibiteur des cortex supérieurs résultant de la transmission striatale. Lorsqu'il est combiné avec la transmission préfrontale excessive, en particulier orbitofrontale, de l'hippocampe, cela crée un cerveau enclin à tomber dans une croyance auto-renforcée.
Cependant, étant donné un environnement spécifique, une personne dotée de ce type de cerveau (un humain) peut créer un modèle de comportement inadapté auto-renforcé, à partir de la modification des axes des couches II/III et III/I, à partir de la production thalamique désinhibée. La rationalité est altérée, principalement en réponse au déficit d'ocytocine et à l'excès de vasopressine dû à l'activité anormale du 5HT2C.
L'activité du cortex frontal sera altérée lorsqu'elle sera combinée à une activité excessive de DA : la base de l'avancement de la schizophrénie, mais c'est également le mécanisme neurologique à l'origine de nombreuses autres maladies psychotiques. L'hérédité de la schizophrénie peut même être le résultat de techniques conspécifiques de « parentalité réfrigérée » transmises de génération en génération. Cependant, la composante génétique est la principale source d’anomalies neurologiques qui exposent à des troubles psychologiques. Plus précisément, il existe de nombreux chevauchements entre le trouble bipolaire, la schizophrénie et d’autres troubles psychotiques.
Le trouble psychotique est lié à la consommation excessive de drogues, notamment de drogues dissociatives, de psychédéliques, de stimulants et de marijuana[réf. nécessaire].

## Traitement
Des altérations de la sérine racémase indiquent que la D-sérine, un agoniste endogène du NMDA peut être produite anormalement dans la schizophrénie et que la D-sérine peut être un traitement efficace contre la schizophrénie.
La schizophrénie est maintenant traitée par des médicaments appelés antipsychotiques (ou neuroleptiques) qui réduisent généralement l'activité dopaminergique, car une activité excessive a été plus fortement liée à des symptômes positifs, en particulier des délires de persécution. Les médicaments dopaminergiques provoquent les hallucinations auditives caractéristiques de la schizophrénie s'ils sont arrêtés brusquement[Information douteuse]. L'abus de drogues dopaminergiques telles que l'abus de méthamphétamine peut entraîner une psychose de courte durée ou la provocation d'un épisode psychotique plus long pouvant inclure des symptômes d'hallucinations auditives. Les antipsychotiques typiques sont connus pour présenter des risques importants d’effets secondaires qui peuvent augmenter avec le temps et ne montrent une efficacité clinique que dans la réduction des symptômes positifs. De plus, même si les nouveaux antipsychotiques atypiques peuvent avoir moins d’affinité pour les récepteurs dopaminergiques tout en réduisant les symptômes positifs, ils ne réduisent pas de manière significative les symptômes négatifs[pas clair]. Une revue systématique de 2006 a étudié l'efficacité des médicaments glutamatergiques en complément :
| Résultats                                                                | Commentaires | Chiffres                | Qualité de la preuve |
| Résultat global                                                          | Résultat global | Résultat global         | Résultat global      |
| ------------------------------------------------------------------------ | --- | ----------------------- | -------------------- |
| Rechute (glycine supplémentaire)                                         | À l’heure actuelle, il n’est pas possible d’être sûr de l’effet de l’ajout du médicament glutamatergique au traitement antipsychotique standard. Les données appuyant cette constatation sont très limitées.                                                                                | RR 0.39 (0.02 to 8.73)  | Très basse           |
| Résultat du service                                                      | |                         |                      |
| Admission à l'hôpital (glycine supplémentaire)                           | Il n'y a pas de clarté sur les avantages ou non de l'ajout d'un médicament glutamatergique aux antipsychotiques pour les résultats concernant la quantité de soins hospitaliers/communautaires utilisés. Les données étayant cette conclusion sont basées sur des preuves de faible qualité | RR 2.63 (0.12 to 59.40) | Basse                |
| Etat mental                                                              | |                         |                      |
| Aucune amélioration cliniquement significative (glycine supplémentaire)) | Il n’existe aucune preuve d’un avantage évident à utiliser un traitement glutamatergique en complément d’un traitement antipsychotique standard. Ces résultats sont basés sur des données de faible qualité.                                                                                | RR 0.92 (0.79 to 1.08)  | Basse                |
| Effets indésirables                                                      | |                         |                      |
| Constipation (ajout de la glycine ou D-serine)                           | Il n’y a aucune clarté à partir de données très limitées. Un supplément de glutamatergique pourrait provoquer de la constipation ou aider à l'éviter. Les données sont très limitées. | RR 0.61 (0.06 to 6.02)  | Très basse           |
| Insomnie (ajout de la glycine ou D-serine)                               | Un supplément de glutamatergique peut aider ou provoquer l'insomnie - cela ne ressort pas clairement des données très limitées. | RR 0.61 (0.13 to 2.84)  | Très basse           |
| Résultats manquants                                                      | |                         |                      |
| Qualité de vie                                                           | Ce résultat n'a été rapporté dans aucune étude. |                         |                      |

## Antagonistes psychotomimétiques du glutamate
Il a été observé que la kétamine et le PCP présentent des similitudes significatives avec la schizophrénie. La kétamine produit des symptômes plus similaires (hallucinations, sevrage) sans effets permanents observés (autres que la tolérance à la kétamine). Les deux arylcyclohexamines ont une certaine affinité (uM) pour D2 et comme inhibiteurs de la triple recapture. Le PCP est représentatif sur le plan symptomatique, mais semble provoquer des modifications de la structure cérébrale observées dans la schizophrénie. Bien que non confirmée, la dizocilpine découverte par une équipe de Merck semble modéliser à la fois les effets positifs et négatifs d'une manière très similaire aux troubles schizophréniformes.

## Traitement possible à base de glutamate
Un premier essai clinique mené par Eli Lilly sur le médicament LY2140023 a montré son potentiel pour traiter la schizophrénie sans la prise de poids et les autres effets secondaires associés aux antipsychotiques conventionnels,,. Un essai mené en 2009 n'a pas réussi à prouver la supériorité sur le placebo ou l'olanzapine, mais Lilly a expliqué cela comme étant dû à une réponse placebo exceptionnellement élevée. Cependant, Eli Lilly a mis fin au développement du composé en 2012 après son échec lors des essais cliniques de phase III,. Ce médicament agit comme un agoniste sélectif des récepteurs métabotropiques du glutamate mGluR2 et mGluR3 (le gène mGluR3 a déjà été associé à la schizophrénie).
Des études sur la glycine (et ses coagonistes apparentés au niveau du récepteur NMDA) ajoutées aux antipsychotiques conventionnels ont également montré que ceux-ci pouvaient améliorer les symptômes de la schizophrénie.

## Modèles animaux
Des recherches sur des souris début 2009 ont montré que lorsque les gènes des récepteurs post-synaptiques de la neuréguline-1 \ ErbB sont supprimés, les épines dendritiques des neurones glutamates se développent initialement, mais se décomposent au cours du développement ultérieur. Cela a conduit à des symptômes (tels qu’une fonction sociale perturbée, une incapacité à s’adapter à de futurs facteurs de stress prévisibles) qui chevauchent la schizophrénie. Cela correspond au délai d’apparition des symptômes chez les humains schizophrènes qui semblent généralement montrer un développement normal jusqu’au début de l’âge adulte.
Disrupted in schizophrenia 1 est un gène qui est perturbé dans la schizophrénie.

## Lectures complémentaires
- Hyekyung P. Cho, Pedro M. Garcia-Barrantes, John T. Brogan, Corey R. Hopkins, Colleen M. Niswender, Alice L. Rodriguez, Daryl F. Venable, Ryan D. Morrison, Michael Bubser, J. Scott Daniels, Carrie K. Jones, P. Jeffrey Conn et Craig W. Lindsley, « Chemical Modulation of Mutant mGlu1Receptors Derived from DeleteriousGRM1Mutations Found in Schizophrenics », ACS Chemical Biology, vol. 9, no 10,‎ 2014, p. 2334–46 (PMID 25137254, PMCID 4201332, DOI 10.1021/cb500560h)
- Lisa A. Catapano et Husseini K. Manji, « G protein-coupled receptors in major psychiatric disorders », Biochimica et Biophysica Acta (BBA) - Biomembranes, vol. 1768, no 4,‎ 2007, p. 976–93 (PMID 17078926, PMCID 2366056, DOI 10.1016/j.bbamem.2006.09.025)
- A Mechri, M Saoud, G Khiari, T d'Amato, J Dalery et L Gaha, « Glutaminergic hypothesis of schizophrenia: Clinical research studies with ketamine », L'Encephale, vol. 27, no 1,‎ 2001, p. 53–9 (PMID 11294039)
- F. Okada, T. J. Crow et G. W. Roberts, « G-proteins (Gi, Go) in the basal ganglia of control and schizophrenic brain », Journal of Neural Transmission, vol. 79, no 3,‎ 1990, p. 227–34 (PMID 2105097, DOI 10.1007/bf01245133, S2CID 22571481)
- R. Guixa-Gonzalez, A. Bruno, M. Marti-Solano et J. Selent, « Crosstalk within GPCR Heteromers in Schizophrenia and Parkinsons Disease: Physical or Just Functional? », Current Medicinal Chemistry, vol. 19, no 8,‎ 2012, p. 1119–34 (PMID 22300049, DOI 10.2174/092986712799320574)
- D. Koethe, I. C. Llenos, J. R. Dulay, C. Hoyer, E. F. Torrey, F. M. Leweke et S. Weis, « Expression of CB1 cannabinoid receptor in the anterior cingulate cortex in schizophrenia, bipolar disorder, and major depression », Journal of Neural Transmission, vol. 114, no 8,‎ 2007, p. 1055–63 (PMID 17370106, DOI 10.1007/s00702-007-0660-5, S2CID 33636869)
- R. A. Bantick, J. F. W. Deakin et P. M. Grasby, « The 5-HT1A receptor in schizophrenia: A promising target for novel atypical neuroleptics? », Journal of Psychopharmacology, vol. 15, no 1,‎ 2001, p. 37–46 (PMID 11277607, DOI 10.1177/026988110101500108, S2CID 24853534)
- Tetsuji Sugai, Meiko Kawamura, Shuji Iritani, Kazuaki Araki, Takao Makifuchi, China Imai, Ryosuke Nakamura, Akiyoshi Kakita, Hitoshi Takahashi et Hiroyuki Nawa, « Prefrontal Abnormality of Schizophrenia Revealed by DNA Microarray: Impact on Glial and Neurotrophic Gene Expression », Annals of the New York Academy of Sciences, vol. 1025, no 1,‎ 2004, p. 84–91 (PMID 15542704, DOI 10.1196/annals.1316.011, Bibcode 2004NYASA1025...84S, S2CID 11155025)
- Morris Goldman, Megan Marlow-o'Connor, Ivan Torres et C.S. Carter, « Diminished plasma oxytocin in schizophrenic patients with neuroendocrine dysfunction and emotional deficits », Schizophrenia Research, vol. 98, nos 1–3,‎ 2008, p. 247–55 (PMID 17961988, PMCID 2277481, DOI 10.1016/j.schres.2007.09.019)
- Bryan L. Roth et Herbert Y. Meltzer, Psychopharmacology - 4th Generation of Progress, 1995 (lire en ligne), « The Role of Serotonin in Schizophrenia »